# Venere russa
La Venere russa (in russo Русская Венера?, Russkaja Venera) è un dipinto a olio su tela realizzato dall'artista russo Boris Michajlovič Kustodiev nel 1925-1926. L'opera è attualmente conservata nel museo d'arte di Nižnij Novgorod.

## Storia

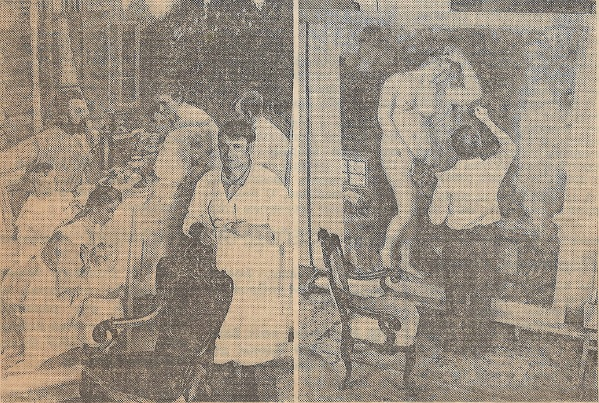
Il restauro dell'opera da parte di Pavel Ivanovič Baranov.

L'ultimo capolavoro di Kustodiev fu dipinto sul retro di un altro suo quadro, Sulla terrazza, nel 1925-1926. Quest'ultima opera venne creata nel 1906 e raffigurava un'ora del tè della famiglia dell'artista. Nel 1921 Kustodiev aveva già realizzato una versione ad acquerello di questa composizione.
La tela venne danneggiata durante l'inondazione del museo d'arte "Maksim Gor'kij". Venne restaurata da Pavel Ivanovič Baranov, un celebre restauratore del centro di ricerca e restauro artistico "Igor' Grabar", che risolse il problema della perdita di uno strato di vernice attraverso dei ritocchi. Egli costruì una teca speciale in modo tale che anche l'altro lato della tela con il dipinto Sulla terrazza potesse essere visto dagli spettatori. Dopodiché, la tela finì a Nižnij Novgorod.

## Descrizione

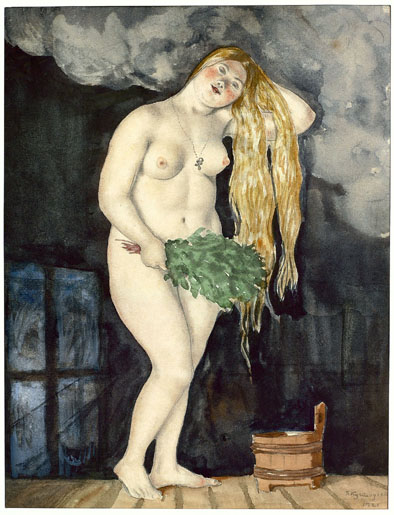
La versione ad acquerello del 1921.

Il dipinto è ambientato in una banja rurale, un tipo di sauna diffuso in Russia. Le pareti sono composte da assi in legno e una porta conduce a un'altra stanza, dalla cui finestra si intravedono delle case innevate. Sotto questa finestra si trovano dei vestiti e delle scarpe, che appartengono alla ragazza in primo piano che è appena entrata nella sauna. Questa giovane completamente nuda è ritratta mentre china la testa, dalla quale scende una cascata di capelli dorati e lunghissimi, e sorride mentre guarda lo spettatore. Con la mano impugna un ramoscello tipico usato nelle banja (in russo банный веник?, bannyj venik). Accanto a lei si trovano dei gradini noti come parilka, sui quali si trovano del sapone e un catino pieno di acqua che ribolle, data la temperatura elevata della sauna. La schiuma del sapone e le bolle rimandano alla schiuma del mare dalla quale, secondo il mito, nacque la dea Venere.
Kustodiev vedeva nelle donne formose l'ideale della bellezza, infatti anni prima aveva notato un'attrice teatrale in carne e voleva immortalarla in un quadro intitolato Bellezza, che venne realizzato nel 1915. Se si è certi dell'identità della modella della tela Bellezza, non si sa esattamente chi abbia posato per la Venere russa: si pensa che possa essere stata Irina Borisovna Kustodieva, la figlia del pittore, o Elena Grigor'evna Nikolaeva, un'ex-modella d'arte dell'accademia di belle arti della Russia.

## Nella cultura di massa
L'opera ha ispirato alcune poesie russe, come una scritta da Galina Žurba e un'altra la cui autrice è Tat'jana Junickaja.